# العارضة (تعز)
العارضه هي إحدى قرى الجمهورية اليمنية. وهي تتبع جغرافيًا لمحافظة تعز. وإداريًا لمديرية مقبنة. يبلغ تعداد سكانها 1279 نسمة حسب الإحصاء الذي جرى عام 2004.